# Baryphthengus
Baryphthengus je rod u porodici ptica pilara. Stanište ovog roda ptica su kišne šume u Južnoj Americi. Sastoji se od dvije vrste. Obje imaju dug rep, crnu masku i uglavnom zeleno i riđe perje.

## Vrste
Postoje dvije vrste:
- Baryphthengus martii
- Baryphthengus ruficapillus

## Vanjske poveznice
- Baryphthengus

## Ostali projekti
|  | Zajednički poslužitelj ima još gradiva o temi Baryphthengus |
|  | Wikivrste imaju podatke o taksonu Baryphthengus             |